# Guido Imbens
Guido Imbens (Geldrop, 1963. szeptember 3. –) holland-amerikai közgazdász, akinek 2021-ben (David Carddal és Joshua Angristtal megosztva) odaítélték a közgazdasági Nobel-díjat.

## Pályafutása
Imbens a hollandiai Geldropban született. 1975-ben a családja Deurne-ba költözött, ahol a Peellandcollege-be járt. Gyermekkorában lelkes sakkozó volt. 2021-ben egy interjúban az ökonometria iránti szenvedélyét a játék iránti gyermekkori érdeklődésével hozta összefüggésbe.
Imbens 1983-ban szerzett kandidátusi (alapdiplomával egyenértékű) diplomát ökonometriából a rotterdami Erasmus Egyetemen. Ezt követően 1986-ban kitüntetéssel szerzett MSc diplomát közgazdaságtanból és ökonometriából a Hull-i Egyetemen (Kingston upon Hull, Egyesült Királyság). Ezt követően a Rhode Island-i Providence-ben található Brown Egyetemen szerzett közgazdaságtanból mesterfokozatot 1989-ben, illetve doktorátust 1991-ben.
Imbens tanított a Harvard Egyetemen (1990-97, 2006-12), a Los Angeles-i Kaliforniai Egyetemen (1997-2001) és a Berkeley-i Egyetemen (2002-06). Szakterülete az ökonometria, azon belül is az oksági következtetések levonására szolgáló sajátos módszerek. 2019-ben lett az Econometrica folyóirat szerkesztője, és ebben a minőségében 2023-ig fog tevékenykedni. 2021-től a Stanford Graduate School of Business alkalmazott ökonometria és közgazdaságtan professzora. 2021-től a Stanford Graduate School of Business professzora. Emellett a Stanford Institute for Economic Policy Research (SIEPR) vezető munkatársa és az intézet bölcsészettudományi és természettudományi iskolájának közgazdászprofesszora.
Imbens az Econometric Society (2001) és az American Academy of Arts and Sciences (2009) fellow-ja. 2017-ben Imbenst a Holland Királyi Művészeti és Tudományos Akadémia külföldi tagjává választották. 2020-ban az American Statistical Association (Amerikai Statisztikai Egyesület) tagjává választották. 2020-ban az American Statistical Association (Amerikai Statisztikai Egyesület) fellow-jává, 2020-ban a Royal Netherlands Academy of Arts and Sciences (Holland Királyi Művészeti és Tudományos Akadémia) tagjává választották.

## Családja
Imbens 2002 óta él házasságban Susan Athey közgazdásszal. Esküvőjén az a Joshua Angrist volt a tanú, akivel 19 évvel később megosztotta a Nobel-díjat. A házaspárnak három gyermeke van.